# مسرح حلوان
مسرح حلوان أو تياترو كازينو حلوان (بالإنجليزية: Teatro Casino Helwan)‏ وما عرف في الخمسينيات قصر ثقافة حلوان هو مسرح ودار عرض سينما قديم إنشا بحي حلوان في عهد الخديوي توفيق عام 1879م، وهو من المسارح التاريخية.

## موقع والمعالم

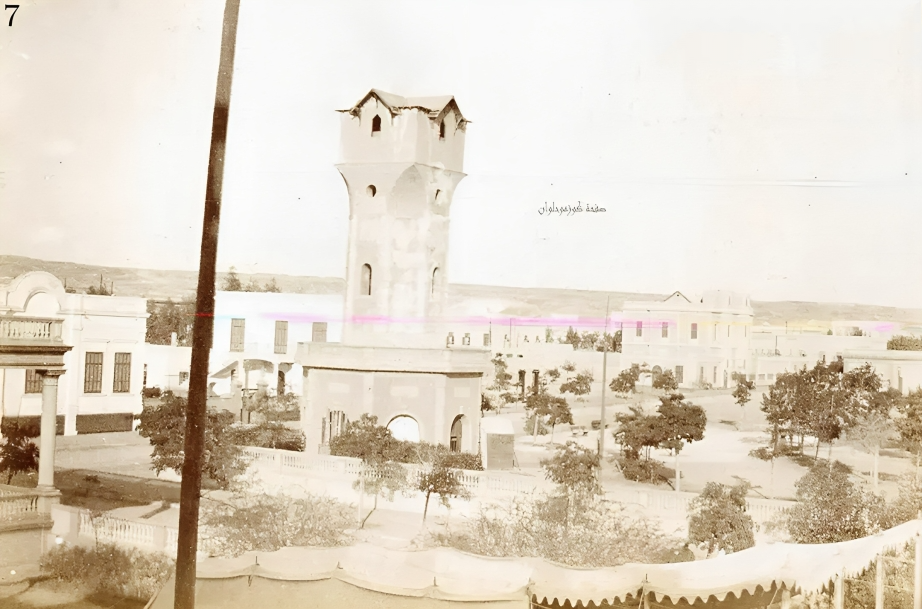
برج حلوان بالحديقة 1905م

يقع حاليا على شارع نوبار باشا عند تقاطع شارع محمد سيد أحمد، بجوار مكتب بريد حلوان الحمامات على مساحة شاسعة، تتقدمها حديقة وطرازه العام يتبع نظام النهضة الفرنسية المستحدثة، تحتوي علي كشك الموسيقي بالحديقة مازال قائم حتي الآن، حيث كانت تجتمع فيه بعض الفرق الموسيقية كل يوم جمعة من الأسبوع للعزف مجاناً للجماهير طيلة اليوم ـ وهو ما أكده المؤرخ «ألدو بنيتي» في كتابه «حلوان من 1887 إلي 1987».

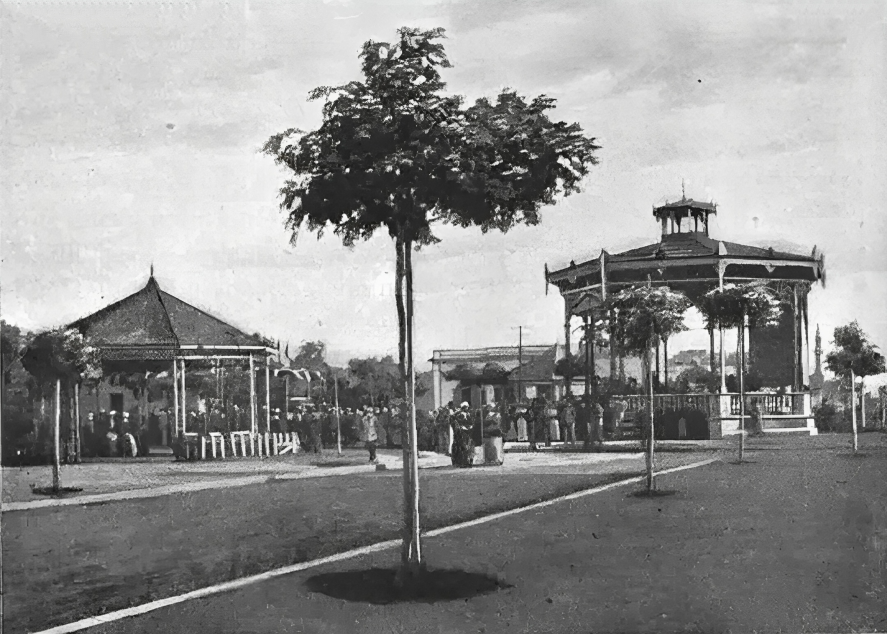
كشك الموسيقي علي اليمين عام1909

## تاريخ

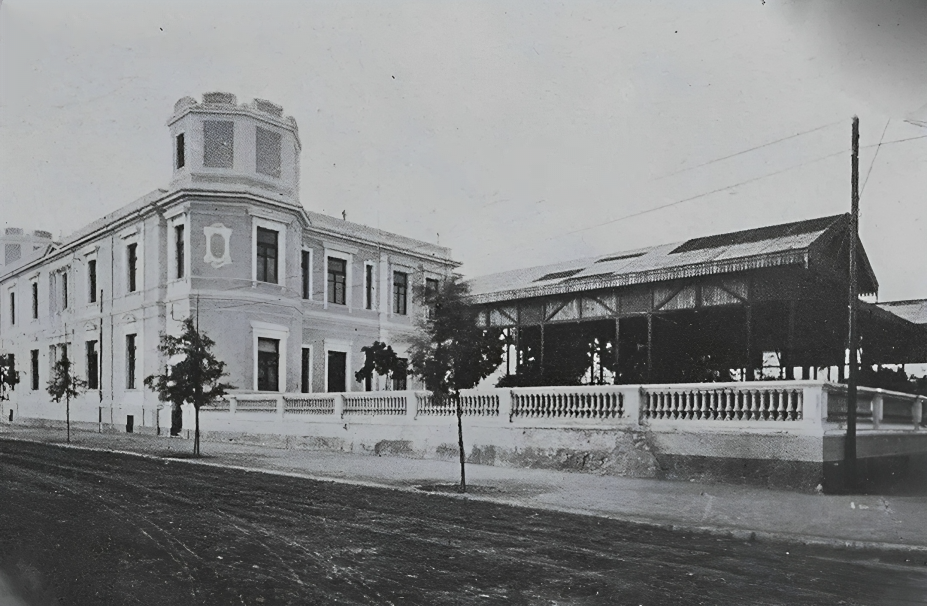
كازينو صيفي وشتوي1891

عرفت حلوان المسرح في مارس عام 1891م مع افتتاح الخديوي توفيق تياترو كازينو حلوان، الذى بناه الخواجة “سوارس” صاحب شركة حديد حلوان.
وصفت العديد من الصحف الافتتاح العظيم الذي حضره الخديوي توفيق بنفسه، نشرت جريدة المقطم وصفا لهذا الافتتاح قالت فيه
.
عرضت على خشبة مسرح كازينو حلوان أغلب الفرق المسرحية والعربية وبعض الفرق الأجنبية والجمعيات الأدبية .
كان هذا القصر الثقافي في البداية سينما ومسرحًا، حيث كان يُعرَض عليه أنواع الفنون المختلفة من أفلام ومسرحيات، بالإضافة إلى كازينو للأنشطة الترفيهية والتسلية لأبناء حلوان، وقد كان يحتوي على كازينو صيفي والآخر شتوي.

## فرق المسرح

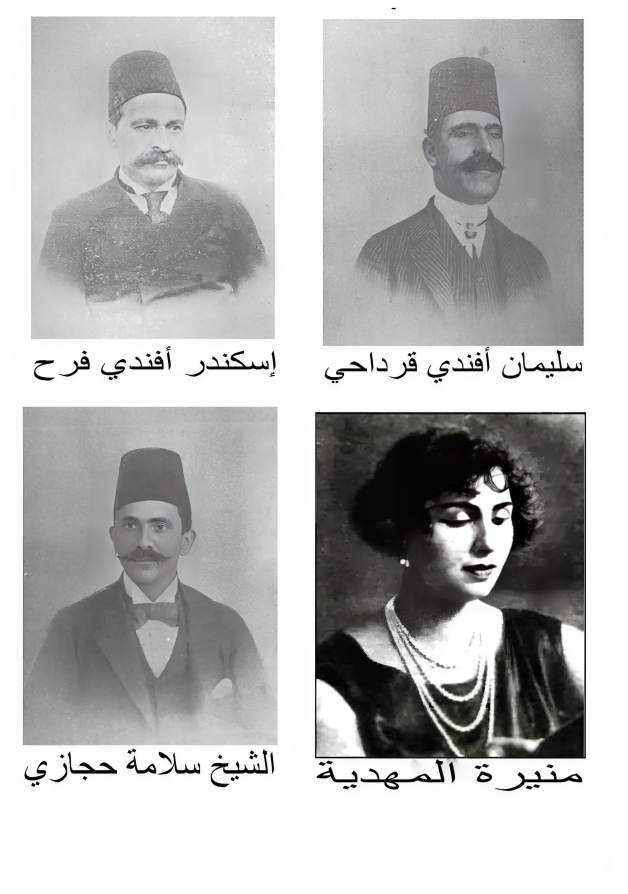

دخلت حلوان التاريخ المسرحى من أوسع أبوابه، بعد افتتاح مسرح حلوان، فقد عرضت على خشبة مسرحه أغلب الفرق المسرحية والعربية وبعض الفرق الأجنبية والجمعيات الأدبية .
ومن أهم الفرق المسرحية العربية التي عرضت في حلوان وأكثرها شهرة مثل (فرقة إسكندر فرح, وفرقة أبو خليل القباني, وفرقة سليمان القرداحى, وفرقة الشيخ سلامة حجازي , وفرقة جورج أبيض .... إلخ.

### إسكندر فرح
تعد فرقة إسكندر فرح من أهم وأشهر الفرق المسرحية في مصر في القرن التاسع عشر, حيث تمتلك إمكانيات نجاحها من خلال نجمها اللامع سلامة حجازى ,ومسرحه الثابت في شارع عبد العزيز ومؤلفها نجيب الحداد .
بدأت الفرقة أول عرض مسرحي لها في كازينو حلوان بمسرحية (افيجينى) أو (الرجاء بعد اليأس) وذلك يوم 29/11 /1891 ,وقد حضر العرض الخديوى توفيق بنفسه.
أهم عروض فرقة إسكندر فرح حلوان
- في ديسمبر 1891 عرضت الفرقة مسرحيتين بالكازينو الأولى "محاسن الصدف" , وحضرها الخديوي بصحبة فهمي باشا رئيس مجلس النظار أى رئيس الوزراء, ومسرحية "أبو الحسن المغفل" .
- عام 1893 مثلت الفرقة مجموعة مسرحيات في الكازينو منها : حمدان , وأنس الجليس , وعجائب الأقدار , والاتفاق الغريب وكلها بطولة الشيخ سلامة حجازى .
- عام 1894 مثلت الفرقة مسرحيتي تليماك , وصلاح الدين الايوبى مع قلب الأسد.
- عام 1896 اتخذت فرقة إسكندر فرح تقليدا جديدا في عروضها بحلوان حيث خصصت ليلة الأحد من كل أسبوع لعروضها المسرحية في الكازينو, وبقية الأيام في مسرحها بشارع عبد العزيز . ووفقا لهذا عرضت الفرقة مسرحيات : ومنها مى وهوارس , والخليفة أبو جعفر المنصور , ومحاسن الصدف والمهدى, وعظة الملوك, ومظالم الاباء.
- عام 1896 "مسرحية قبل التمثيل" بكازينو حلوان, ويقوم بأهم الأدوار الشيخ سلامة حجازى . وقد غني بها عبده الحامولى .
- مثلت مسرحية مطامع النساء في كازينو حلوان طوال عام 1897 , لاسيما مع وجود المطرب عبده الحامولى , وغنائه بين الفصول , أيضا السر المكنون , وضرر الضرتين , وصلاح الأيوبي , مع ريكاردوس قلب الأسد ,وأنس الجليس وحمدان , وشهداء الغرام , والاتفاق الغريب , وهذه العروض كانت من تمثيل سلامة حجازى , وأحمد أبو العدل , وسليم وتوفيق فرح ومن العروض التي تحدثت عنها الصحف مسرحية ( محاسن الصدف ) استمر تألق فرقة إسكندر فرح في عروضها بحلوان طوال عام 1898 أسوة بالعام السابق , وقد بدأت بعرض مسرحية (غرام وانتقام )
- 14 يناير عام 1898 مس

سرحية (صدق الإخاء ) تأليف إسماعيل عاصم المحامى و مسرحية (غانية الأندلس ) تأليف خليل كامل معاون أول محطة حلوان, الذى استغل وجود ابن ملكة إنجلترا في حلوان فدعاه لحضور التمثيل كما دعا اغلب السياح المرافقين له،
القرن العشرين, ففى عام 1900 عرضت الفرقة في كازينو حلوان مسرحيتى (حلم الملوك ) ( والسيد ) وفى عام 1901 مثلت مسرحية حسن العواقب وفى عام 1904 مثلت مسرحيات حفظ الوداد , وتليماك , وحسن العواقب،
اما في عام 1905 فلم يعرض شيئا للفرقة لأن النجم الأوحد الشيخ سلامة حجازى انفصل عنها وكون لنفسه فرقة أخرى .
وفى عام 1906 جاء إسكندر ببديل للشيخ سلامة حجازى , وهو الشيخ أحمد الشامي الذى لم ينجح في سد فراغ الشيخ سلامة حجازى, ورغم ذلك حاول إسكندر فرح عرض بعضا من مسرحياته في حلوان بطولة أحمد الشامى ومنها ( ابنة حارس الصيد ) , ( وعداوة الإميرين أو عدل الخليفة ) و(الإنتقام الدموى) , وهذه المسرحيات ظلت الفرقة تعرضها حتى توقفت الفرقة نهائيا عن العمل عام 1909

### فرقة القبانى
احتلت المرتبة الثانية بعد فرقة إسكندر فرح من حيث التألق في عروضها المسرحية بحلوان , وتحديدا في عامى 1897 و 1898 , حيث بدأت الفرقة عروضها بمسرحية (أسد الشرى) في يناير عام 1897 و وخصصت دخلها لمساعدة عائلة فقيرة . وفى أكتوبر بدأ التألق الكبير للقبانى وفرقته , بفضل بطلة الفرقة ومطربتها ملكة سرور, عن تمثيلها لمسرحية إسكندر المقدونى ,وظهورها الأول في حلوان يوم 4 اكتوبر 1897
حيث كان التصفيق الهائل الذى ارتجت له جوانب الملهى مرارا وتكرارا ويرجع الفضل لملكة سرور. لاقت عروض فرقة القبانى المسرحية نجاحا كبيرا في حلوان , لاسيما بعد أن خصصت الفرقة ليلة الأحد من كل أسبوع للتمثيل في حلوان .
ومن أشهر العروض المسرحية التى مثلتها الفرقة : الأمير محمود , وأنس الجليس , والكوكايين , والانتقام , ولباب الغرام ووصل نجاح القبانى إلى حد مطالبة أهالي حلوان بوجوده يومين أسبوعيا بدلا من يوم الأحد ، مع بداية عام 1898 أصبحت بطلة الفرقة ومطربتها الأولى ملكة سرور وسيلة جذب للجمهور ومن خلال تتبع لعروض فرقة القبانى في حلوان طوال عام 1898 ,
المسرحيات، ومنها على سبيل المثال: جميلة وجميلة , وولادة بنت المستكفى , والأمير محمود , وأنس الجليس , والأنتقام , وأسد الشرى , والسلطان حسن , والبخيل , ومكايد الغرام , ولوسيا , واللقاء المأنوس في حرب البسوس , والكوكايين.

### فرقة القرداحى
عندما كان يدير كازينو حلوان ومسرحه المسيو عاداه استمرت الفرقة بهذا النجاح طوال عام 1893 من خلال عروضها المسرحية الناجحة مثل عائد, وإستير, وأبو الحسن المغفل, وأوتلو أو القائد المغربى عطيل، كما وجدت عروضا للفرقة تم عرضها في حلوان في عامى 1899و1904 ومنها السيد, وحمدان, وحفظ الوداد, والأمير حسن.

### فرقة سلامة حجازى
ظهرت عام 1905 بوصفها أول فرقة مسرحية , بعد أن انفصل سلامة حجازى عن فرقة إسكندر فرح وبطبيعة الحال , تألقت عروض هذه الفرقة في حلوان في هذا العام , حيث مثلت مجموعة من المسرحيات منها : ضحية الغواية , وضحايا الغرام , وشهداء الغرام , وغانية الأندلس , واليتيمتين وغيرها .

### فرقة جورج أبيض
عندما عاد جورج أبيض من فرنسا عام 1912 بعد دراسته للمسرح بمنحة خاصة من الخديوي عباس حلمى الثانى كون فرقة مسرحية نالت التشجيع الرسمي ,وتألقت فنيا في العاصمة وكان لابد من أن تعطى حلوان نصيبها من هذا التألق , الذى بدأ عام 1913 , حيث مثلت الفرقة مسرحيات : أوديب , ومدرسة النساء , ولويس الحادى عشر ,ونابليون وفى عام 1914 اندمجت فرقة جورج أبيض مع فرقة الشيخ سلامة حجازى ليكونا معا جوق أبيض وحجازى ،الذى مثل في حلوان مسرحيتى عايدة , والأفريقية.

### فرق أخري
هناك فرق أخرى ذات شهرة كبيرة , ولكنها كانت مقلة في عروضها بكازينو حلوان مثل فرقة الممثل الكوميدي الشهير أحمد فهيم الفار التي قدمت مسرحية ( العجائب والغرائب ), باكورة ما عرف فيما بعد باسم المونودراما , حيث قالت جريدة مصر يوم في 18 ديسمبر 1908 في إعلانها عن هذا العرض إن بطل العرض سيقوم بتجسيد 60 شخصا، وفى عام 1913 مثل جوق أحمد الشامي في حلوان مسرحية (شهداء الغرام ) وفى عام 1914 مثلت فرقة عكاشة مسرحية (البريئة المتهمة ) ,
وفى عام 1928 مثلت فرقة منيرة المهدية مسرحية الغندورة، وفى عام 1929 مثلت فرقة نجيب الريحاني مسرحية (جنان في جنان) اما بالنسبة للفرق الأجنبية – أشار علي - استقبلت أرض حلوان عددا من العروض الأجنبية التى تركت أثرا ملموسا في حلوان ومنها فرقة جوق المسرة العثماني
وهى فرقة مسرحية تركية، بالإضافة إلى انه عرضت في حلوان مجموعة من العروض المسرحية منذ عام 1894 الى عام 1908 , ومن أهمها مسرحيات : البلابل والدماء , زواج مريض بالابنة المدينة , وجيلان بك , وابنة الصباغ أو العشاق ذوو الألوان الثلاثة , وديكولاتو , وقطاع طريق الحرش الأسود . كما عرض الجوق الإيطالى مسرحية عايدة يوم 18إبريل عام 1897 , وعرض الجوق اليابانى مسرحية (صوت الشعب ) في يناير 1908 , وعرض الجوق الفرنسي مسرحية (معامل الحديد) في يناير 1908
تأثرت مدينة حلوان بالنشاط المسرحى عبر تاريخها , مما شجع الأديب والكاتب المسرحى جورج طنوس على تكوين أول فرقة مسرحية في حلوان من أبنائها , ولكن هذا الجوق لم يعمر طويلا , حيث تحدد نشاطه في أشهر قليلة من عام 1913 , ومثل مسرحتيى غرام وانتقام , والفلاحة، والمسرحية الثانية قالت عنها جريدة المؤيد «أن رواية الفلاحة تمثل بعض الأحوال الاجتماعية المصرية وتحوى أسمى الحكم وأرق العواطف»
حظيت مسرح حلوان من العروض المسرحية التي أقيمت بواسطة الجمعيات والنوادي الفنية والأدبية , ومن اهمها (مجتمع التمثيل العصري ) تحت رئاسة الأديب والكاتب المسرحى جورج طنوس , الذي مثل مجموعة من المسرحيات في كازينو حلوان عامى 1904 و1908 ومنها عثرات الآمال , أو النسر الصغير , وصوت الشعب , والشعب والقيصر , كما مثلت جمعية النهضة الأدبية الخيرية مسرحية (غرائب الخداع ) عام 1905 , أما (جمعية إحياء فن التمثيل ) فقد مثلت مسرحيتين في ليلة واحدة يوم 15 إبريل عام 1917 , من تأليف وتمثيل رئيس الجمعية (حسن شريف )
فحين تمت إزالة تياترو إسكندر فرح في شارع عبدالعزيز عام 1912 تم استئجاره لتقديم العروض الخاصة بالفرقة.

## أهم الشخصيات
- حسن فايق. كان يذهب مع أبيه الي حلوان لرؤية الشيخ سلامة حجازي وشاهد أحد روايته وأعجب بتمثيله، وبقي بحلوان منذ ذلك الوقت والهم بمسرح حلوان وانضم لفرقة عزيز عيد ليعمل بعدها في أعمال المسرح والسينما.[10][11]

## السينما
لم يكتفي مسرح حلوان في تقديم عروض مسرحية فقط بل بعد ثورة 23 يوليو وتأميم المسرح تحول جزء من المسرح الي دار لعرض الأفلام كانت تعرض أفلام منوعة بهذا الجزء، وكانت تعرض أفلاما هندية ومصرية وأجنبية .
.

### سينما فينوس
كانت السينما الوحيدة بحلوان في فترة الثمانينات، بتقاطع شارع راغب باشا مع شارع محمد سيد أحمد مجاورة لمبنى مسرح وكازينو حلوان.
يطل مدخلها على الحديقة وكانت عبارة عن صالة كبيرة وبها دور علوي "بلكون" وأمام شاشة العرض مصطبة تشبه خشبة المسرح، وكانت تعرض فيلمين يتغيران أسبوعيا (الإثنين من كل أسبوع) أحدهما عربي حديث والآخر غالبا لبطل الكاراتيه الراحل "بروسلي".
الي ان أغلقت سينما فينوس 

## حالياً
ظل كازينو الخديوي توفيق زاخراً بجميع الأنشطة السياسية والثقافية والاجتماعية منذ نشأته بعد قيام ثورة يوليو 1952 أصبح المبني مقرا للاتحاد القومي، ثم نادياً سياسياً، ثم مقرا للاتحاد الاشتراكي وأقيمت فيه العديد من الندوات واللقاءات للقيادات العربية والإقليمية مع قيادات مجلس الثورة، حتي إن الرئيس الراحل ياسر عرفات زار المقر أكثر من مرة عامي 1968 و1969، حتي أواخر السبعينيات بعدها عام 1979 تسلم الحزب الوطني الديمقراطي المسرح ليصبح مقرا له بحلوان مقابل إيجار شهري قيمته جنيه واحد شهرياً يسدد لمحافظة القاهرة، وتم تجميد جميع الأنشطة التي كانت تقام به، كما تم إدراج الحديقة ضمن الحدائق العامة بالمحافظة وفي أواخر الثمانينيات انتقل الحزب لمقر جديد وقام بإغلاق المكان في الوقت الذي رفضت فيه عروض كثيرة مقدمة من جمعيات ثقافية وفنية وأهلية لاستغلال المكان لأي من الأنشطة، أو أن يتولي أمره المجلس الأعلي للآثار وأن جميع المحاولات أجهضت.
ومع مطلع عام 2000 تم السماح لجمعية التأهيل الاجتماعي للمعاقين باستغلال المسرح كمقر لهم حتي نشب حريق بالمكان وبمعاينة النيابة تبين اختفاء وسرقة جميع التحف والآثار التي كانت موجودة به كالسلالم النحاسية والرخامية والتحف والزخارف البارزة والأخشاب الباركية التي كانت تغطي المسرح وأرضيته بسمك 20 سم بسبب إهمال المسؤولين عنه، تحول إلي أطلال، فالمبني الرئيسي أصبح عبارة عن هيكل قائم يخلو من جميع أنواع الزينة، ولم يبق منها سوي بلكونات المشاهدة والسلالم والأسقف وبعض الأبواب المغلقة بالسلاسل التي يعلوها الصدأ.
ووصل يد الإهمال الي حديقة الكازينو هناك نباتات تعد بمثابة محمية طبيعية، لأنه تم بذل جهد مضنٍ لزراعة هذه النوعيات من النباتات والتي تم نقلها من أوروبا كنخيل «ساسال» الذي لا يوجد سوي بالحديقة وأمام جامعة القاهرة، وكذلك «الكوكس» الذي لا يوجد إلا بها وبجزيرة النباتات في أسوان «وبرتشارديا ولاتنيا» وأن عددا كبيرا منها مهدد بالهلاك في ظل هذه الظروف، جراء قرار رئيس الحي بتحويل الحديقة الي موقف للعربات.

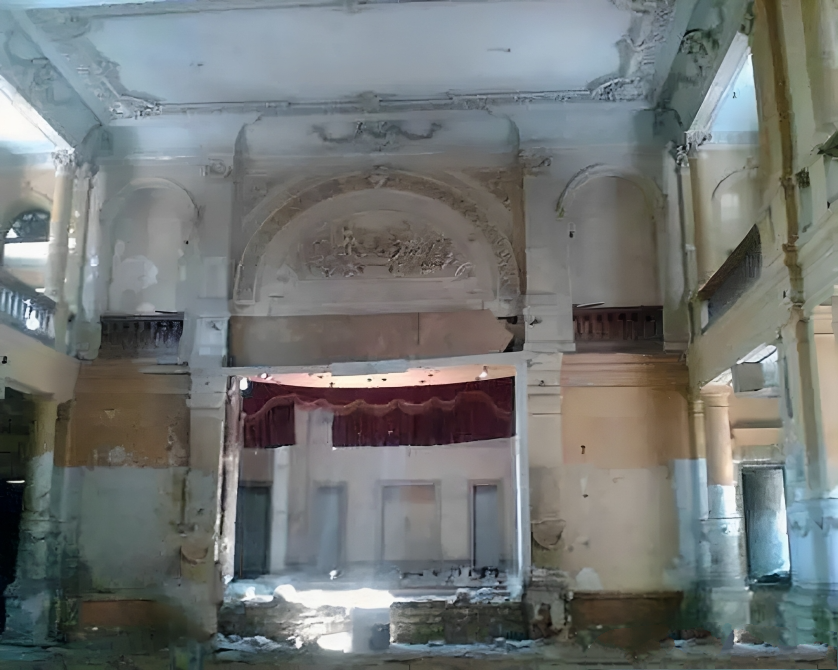
كازينو حلوان حالياً

## تطوره
جرت محاولات عدة لتطوير المسرح لكن الي الآن لم يحدث هذا ولكن تم تطوير الحديقة المرفقة بالمسرح حيث كانت تحتوي علي صندوق الموسيقي وبرج حلوان 

## معرض الصور

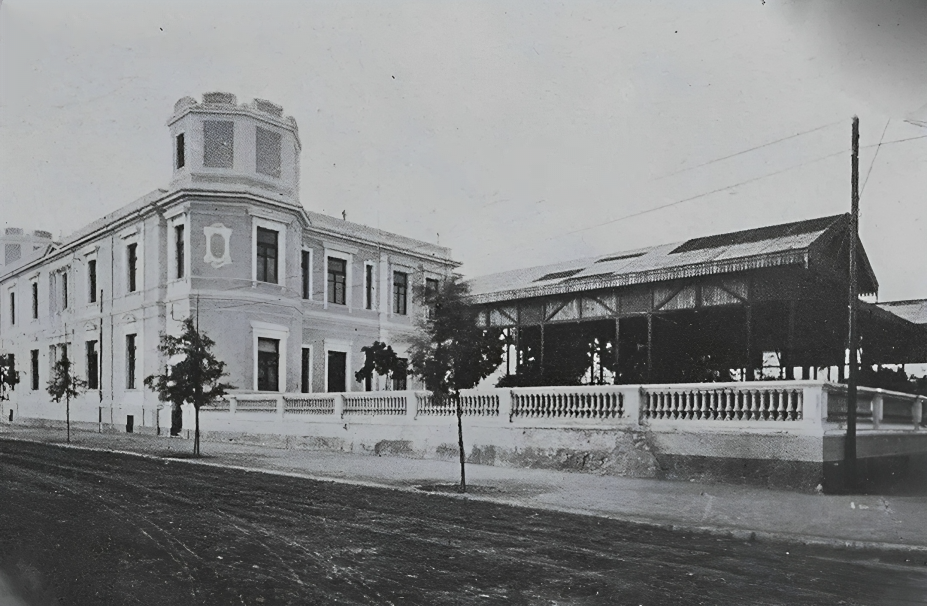
كازينو حلوان الصيفي والشتوي ومسرح حلوان

## اقرأ أيضاً
- خشبة مسرح
- مسرح
- مسرح تجريبي
- مسرح مدور
- مسرحية كوميدية
- بناء درامي
- ديكور مسرحي
- الارتجال
- المسرح الاغريقي
- المسرح القومي المصري
- مسرح للسنوات المبكرة

- كوميديا
- تراجيديا
- مسرح طقسي
- مسرحيات الماسك
- مسرحية الأسرار
- مسرحية الآلام
- الحوار المسرحي
- مسرح القسوة
- إسكندر فرح